# San Pedro Ocopetatillo
San Pedro Ocopetatillo là một đô thị thuộc bang Oaxaca, México. Năm 2005, dân số của đô thị này là 897 người.